# Женщины с Лемноса
«Женщины с Лемноса» — комедия древнегреческого драматурга Аристофана, написанная предположительно в конце 410-х годов до н. э. Текст пьесы практически полностью утрачен, сохранился только ряд коротких фрагментов, процитированных более поздними античными и средневековыми авторами (фрг. 207—218.).
В основу сюжета пьесы лёг эпизод мифа об аргонавтах: женщины Лемноса перебили своих мужчин, но позже гостеприимно встретили на своём острове Ясона и его спутников. Аристофан в одном из уцелевших фрагментов пародирует трагедию Еврипида «Ифигения в Тавриде».
Исследователи констатируют, что Аристофан в «Женщинах с Лемноса» разрабатывает свою любимую тему «женского бунта». Вслед за ним к тому же мифы обращались комедиографы Антифан и Никохар.